# Machaerirhynchus nigripectus
El monarca piquiplano pechinegro (Machaerirhynchus nigripectus) es una especie de ave paseriforme de la familia Machaerirhynchidae propia de Nueva Guinea.

## Distribución y hábitat
Se encuentra únicamente en los montes y las montañas de la isla de Nueva Guinea.
Su hábitat natural son los bosques húmedos tropicales montanos.